# Mircea Valea
Dr. Mircea Valea (n. 27 august 1931, Sântuhalm, Hunedoara – d. 14 februarie 1999, Deva, Hunedoara) a fost directorul muzeului judetean Deva in perioada 1963-1978, aduce inestimabile contributii unui domeniu prea putin studiat: toponimia hunedoreana, cetatean de onoroare al municipiului Deva.
    Muzeolog, specializat în istoria contemporană a României, a adus contribuții privind istoria social-economică și politică a Hunedoarei după primul război Mondial, lupta revoluționară a muncitorimii și țărănimii hunedorene, întemeierea și activitatea Frontulului Plugarilor, lupta antifascistă și mișcarea de rezistență a maselor populare între anii 1933 și 1944. Preocupări sporadice de istorie veche și modernă, istoria culturii, etnografie și folclor local. 

## Biografie
S-a nascut la 27 august 1931, a facut scoala primara la Sântuhalm, apoi Liceul “Decebal” din Deva, promotia 1950,  dupa care a urmat cursurile Facultatea de Istorie și Filosofie a Universității Babeș–Bolyai din Cluj-Napoca. Aici a avut marea sansa ca printre profesorii care l-au format si indrumat sa se afle nume de prestigiu ale invatamantului universitar si ale cercetarii istoriei romanesti – Constantin Daicoviciu, Virgil Vătășianu, Ștefan Pascu, Francisc Pall, Bujor Surdu, Mihail Dan etc.
Dupa terminarea facultatii este professor secundar (1954-1955), inspector metodist in invatamant (1955-1958), muzeograf la Muzeul Județean Deva (1958-1963),ocupand apoi functia de director al acestei institutii de cultura (1963-1978). La inceputurile activitatii sale ca director a beneficiat de sprijinul inaintasului sau in aceasta functie- eminentul arheolog dr. docent Octavian Floca (director in perioada 1934-1963). 
Dr. Mircea Valea a desfasurat o permanenta cercetare de teren si de arhiva, contribuind la elucidarea unor probleme ale istoriografiei romanesti . Dupa o scurta aplecare asupra cercetarii arheologice s-a fixat asupra problemelor legate de viata economica, sociala si politica din perioada interbelica si de dupa al doilea Razboi Mondial. A elaborat un insemnat numar de studii, publicate in diverse reviste de specialitate din tara. In timpul cat Mircea Valea a fost director, s-a inaugurat sectia de Stiinte naturale, intr-o conceptie moderna, prin stradania Agnisei Nutu.
    Desfasurand o bogata activitate stiintifica, a intreprins cercetari arheologice, impreuna cu dr. doc. Octavian Floca, la care a participat ca invatacel si Liviu Marghitan. Cercetarile arheologice cele mai importante s-au facut la asezarile dacice de la Cozia si Campuri-Surduc, ale caror rezultate au fost publicate in revista muzeului “Sargetia”. Mai tarziu s-au specializat in istoria contemporana a Romaniei, aducand contributii importante privind istoria social-economica a judetului Hunedoara dupa primul razboi Mondial si lupta revolutionara a muncitorimii si taranimii hunedoarene. Roadele acestei munci de cercetare sunt lucrarile “Pagini din trecutul de lupta al muncitorimii hunedorene (1914-1954)” Deva, 1966, (in colaborare), “Valea Jiului. File de istorie:, Cluj-Napoca, 1968, (in colaborare), “Din trecutul de lupta al taranimii hunedorene”, Deva, 1967(in colaborare). Atras de studiul culturii si etnografiei, a scris si publicat numeroase articole de profil, printre care “Unele consideratii cu privire la obiceiuri stravechi romanesti” (“Sargetia”, X, 1973 p. 372), in colaborare cu Anghel Nistor “Mestesuguri si mestesugari din sud-vestul Transilvaniei”, Bucuresti, 1970.  In ultima perioada a activitatii de cercetare s-a aplecat cu atentie si migala asupra unui domeniu prea putin studiat in judetul Hunedoara: toponimia. In acest sens, in “Sargetia” i-a aparut lui Mircea Valea articolul “Toponimie hunedoreana”, in colaborare cu reputatul lingvist Mircea Homorodean (“Sargetia”, XXI-XXIV, 1994 si “Sargetia”, XXV, 1996, Deva)
In anul 2002 i-a aparut numele pe coperta unei intinse lucrari de toponimie (peste 300 de pagini), intitulata “Toponimie Hunedoreana de la daci la romani”, alaturi de Anghel Nistor si dr. Mihail Rudeanu; volumul a fost tiparit in conditii grafice foarte bune, de catre Editura “Calauza” din Deva. Pacat ca Mircea Valea n-a avut norocul sa vada si el aceasta carte, deosebit de interesanta pentru istoria si cultura hunedoreana.
O contributie esentiala, insa, a avut istoricul la scrierea unor pagini despre organizatia Frontului Plugarilor si liderul ei, dr. Petru Groza – volumul “Doctor Petru Groza. Articole. Cuvantari. Interviuri. Texte alese”, Bucuresti, 1973, precum si “Fragmente din corespondenta doctorului Petru Groza (1933-1937)”.
    In anul 1975 a obtinut titlul de doctor in istorie cu teza privind infiintarea si activitatea Frontului Plugarilor. Pentru meritele sale incontestabile in domeniul istoriei nationale a fost inclus in dictionarele de referinta: “Enciclopedia istoriografiei romanesti”, Bucuresti, Editura Stiintifica si Enciclopedica, 1978, multe dintre lucrarile sale devenind obiect de studiu pentru studentii in istorie, precum si in "Dictionarul personalitatilor hunedorene" de Maria Razba, 2000, Deva.
           “Ca director si coleg a fost un om modest, de o inalta tinuta morala si profesionala, un sprijin si un permanent indrumator pentru tinerii muzeografi si istorici” – prof. Rodica Andrus
    S-a stins din viata la 14 februarie 1999, la o varsta care i-ar fi permis inca sa aduca noi argumente stiintifice in dovedirea continuitatii poporului roman. Dar o boala necrutatoare a pus capat vietii acestui model al carturarului ardelean traditional, adevarata enciclopedie de istorie a romanilor, de la origini pana in prezent. Doarme somnul de veci in cimitirul satului in care s-a nascut.